# 韋桑島海戰 (1778年)
韋桑島海戰（法語：Bataille d'Ouessant）發生於1778年7月27日， 是1778年英法戰爭期間英國海軍與法國海軍於英倫海峽韋桑島以西160公里發生的第一場主要海戰。
這次戰役以雙方無船隻損失收場，並引致兩國其後的互相譴責與政治衝突。